# Зиновьев, Павел Алексеевич
Па́вел Алексе́евич Зино́вьев (1843—1888) — русский пианист, педагог и музыкальный критик.

## Биография
Родился в Санкт-Петербурге 31 октября (12 ноября) 1844 года в семье известного в свое время петербургского мирового судьи. С шестилетнего возраста стал обнаруживать музыкальные способности, которые успешно развились, благодаря занятиям у Иогансена и Бернгардта. В 1860 году окончил Ларинскую гимназию и поступил на юридический факультет Санкт-Петербургского университета, где учился только два года. Посвятил себя всецело изучению музыки, которой занимался и в годы студенчества, сперва под руководством профессора консерватории Лешетицкого, потом — профессора Герке и, наконец, опять — Лешетицкого, у которого и закончил свое музыкальное образование.
В 1868 году, по приглашению Лешетицкого, Зиновьев занял должность его адъюнкта по классу фортепианной игры в Петербургской консерватории, а после ликвидации звания адъюнкта был переименован сначала в младшего, а затем в старшего преподавателя и, наконец, в 1883 году, во время заведования консерваторией К. Ю. Давыдовым, был удостоен звания профессора. В 1887 году взял годичный отпуск, а в начале 1888 года ушёл в отставку. Имея в последние годы своей профессорской деятельности самостоятельный фортепианный класс, он выпустил несколько искусных пианистов.
Из музыкальных фортепианных сочинений Зиновьева известны: тарантелла, этюд на русскую тему, Pensee fugitive, романсы.
Кроме музыкальной педагогической деятельности, занимался и литературными трудами: перевёл с немецкого книгу Бренделя «Основания истории западно-европейской музыки» (изд. Бютнера, 1877), сделав к ней много дополнений; перевёл с французского биографию Шопена, написанную Листом; помещал статьи в «Музыкальном мире», «Всемирной иллюстрации», «Эпохе» «Пчеле». В «Голосе» им были помещены корреспонденции о русских концертах во время Парижской всемирной выставки, а с 1878 года вплоть до самой своей смерти он состоял постоянным сотрудником «Петербургской газете», где заведовал музыкальным отделом.
В последние годы своей жизни составил «Биографический словарь современных русских музыкальных деятелей» (1888). 